# Mitra (slijterij)
Mitra is een Nederlandse slijterijketen, opgericht in 1974. Na een faillissement in 2016 maakte het bedrijf een succesvolle doorstart en opereert nu als franchise met ongeveer 110 vestigingen.

## Geschiedenis
Mitra werd in 1974 opgericht door De Boer Supermarkten. De naam werd bedacht door Cornelia de Boer-Otten, directeur non-food van De Boer en mede-oprichtster van de supermarktketen, als een afkorting van "Minder Trammelant". In 1987 verkocht de familie De Boer haar aandelen aan de AMRO Bank, waarna De Boer in 1997 fuseerde met Unigro tot De Boer Unigro. Een jaar later ging De Boer Unigro op in Laurus, een fusie met Vendex Food Group. Mitra bleef een belangrijke speler binnen het retailsegment van Laurus, totdat Laurus in 2001 besloot om de 235 Mitra-slijterijen te verkopen aan Distilleerderij M. Dirkzwager.
Vanaf 2011 kreeg Mitra te maken met toenemende concurrentie van supermarkten en webwinkels. Bovendien zorgde de accijnsverhoging op alcohol voor dalende omzetten. Dit leidde in 2011 tot de sluiting van veertig van de 320 Mitra-vestigingen. In 2014 werd een nieuwe reorganisatie doorgevoerd, waarbij winkels werden verkocht aan personeel of werden omgevormd tot franchisevestigingen. Dit resulteerde in een netwerk van ongeveer honderd franchisebedrijven.

### Faillissement
In juni 2016 werd Mitra failliet verklaard, wat leidde tot de sluiting van 24 eigen winkels en het ontslag van 144 medewerkers, terwijl de 145 franchisewinkels buiten het faillissement vielen en operationeel bleven. Het faillissement was het gevolg van verschillende factoren, waaronder economische omstandigheden, dalende verkopen van binnenlands gedistilleerde dranken, en toenemende concurrentie van supermarkten en online aanbieders. Een cruciale oorzaak was de boekhoudfraude die aan het licht kwam toen moederbedrijf Dirkzwager een krediet van €4 miljoen aanvroeg bij ABN Amro. Tijdens de kredietaanvraag ontdekte de bank onregelmatigheden in de boekhouding van Mitra, wat leidde tot de weigering van verdere financiering. Daarnaast droegen eerdere reorganisaties, zoals de sluiting van onrendabele winkels en de overdracht van eigen winkels aan franchisenemers, niet voldoende bij om de financiële problemen te verhelpen.

### Herstructurering
Hoewel Mitra failliet ging, maakte de franchiseorganisatie een succesvolle doorstart dankzij een overname door drankengroothandel De Monnik en de betrokkenheid van franchisenemers.  Dit resulteerde in een herstructurering waarbij Mitra transformeerde van een centraal geleid filiaalbedrijf naar een franchiseorganisatie met een vernieuwde commerciële formule. Hoewel enkele bekende merken onder Dirkzwager, zoals distilleerderij Cooymans en Berenburg-maker Weduwe Joustra, konden worden gered, ging het moederbedrijf ten onder.
Met de volledige overstap naar een franchisemodel in 2016 kwam lokaal ondernemerschap centraal te staan. Franchisenemers kregen meer vrijheid om in te spelen op lokale activiteiten en samenwerkingen met brouwerijen. Mitra richtte zich ook op storytelling om franchisenemers te positioneren als "storytellers" in plaats van "bottlesellers." In de jaren na de doorstart bleven de franchisewinkels actief, met in 2022 nog 115 locaties in Nederland, allemaal gerund door franchisenemers.

## Dutch Beer Challenge
Mitra is sinds het begin hoofdsponsor van de Dutch Beer Challenge, een professionele bierwedstrijd die in 2014 werd opgericht om de groeiende belangstelling voor biercultuur te ondersteunen.